# Jack Pierce (artista de maquillaje)
Jack Pierce (nacido Janus Piccoula, 5 de mayo de 1889 - 19 de julio de 1968) fue un artista de maquillaje estadounidense, conocido por crear el maquillaje icónico usado por Boris Karloff en Frankenstein (1931), junto con otros maquillajes de monstruos clásicos para Universal Studios.

## Biografía

### Carrera temprana
Después de emigrar a los Estados Unidos desde su Grecia natal cuando era adolescente, Pierce probó suerte en varias carreras, incluida una temporada como jugador aficionado de béisbol.
En la década de 1920, Pierce se embarcó en una serie de trabajos en cine, director de cine, especialista, actor e incluso asistente de dirección, lo que eventualmente lo llevó a dominar el campo del maquillaje. Pierce, de baja estatura, nunca fue del tipo "protagonista", y dejó de lado su carrera artística para especializarse en maquillaje para otros artistas. En 1915 fue contratado para trabajar en equipos para las producciones de estudio. En el set de 1926 de la película The Monkey Talks, Jack Pierce creó el maquillaje para el actor Jacques Lernier, que interpretaba a un simio con la capacidad de comunicarse. El jefe de Universal, Carl Laemmle, se interesó en su resultado creativo. Luego vino la cara con un rictus permanente de sonrisa de Conrad Veidt en The Man Who Laughs (1928), todavía una cinta muda. Pierce fue entonces contratado a tiempo completo por el estudio Universal Pictures. La muerte en 1930 de Lon Chaney -quien a lo largo de la década de 1920 se había hecho un nombre creando horripilantes y a menudo dolorosos maquillajes de terror- abrió un nicho para Pierce y Universal, ya que las películas de Chaney proporcionaron al público las caras deformadas y monstruosas que Pierce y los cinéfilos de la época disfrutaban.
La primera película de terror sonora de Universal, Dracula (1931), evitó sin embargo un elaborado maquillaje de terror. Pierce diseñó una pintura de color especial para Bela Lugosi en su personaje de vampiro, pero Lugosi insistió en aplicar su propio maquillaje. Para todas las apariciones cinematográficas del personaje a partir de entonces, Pierce instituyó una apariencia completamente diferente, presentando a Drácula como un hombre con el pelo gris y bigote, más parecido al de la novela. La creación más significativa de Pierce para Universal fue Frankenstein (1931), con Lugosi originalmente elegido como el Monstruo. El diseño preliminar (de las cuentas de periódicos contemporáneos y una prueba de pantalla conservada por el actor Edward Van Sloan) era similar a la película alemana de El Golem (1920) de Paul Wegener; esto no es sorprendente, ya que el director del estudio Carl Laemmle Jr. y el director Robert Florey estaban familiarizados con las películas expresionistas alemanas. Cuando James Whale reemplazó a Florey como director, el concepto cambió radicalmente. A Pierce se le ocurrió entonces un diseño que era horrible y lógico en el contexto de la historia. Como Henry Frankenstein ha accedido a la cavidad del cerebro, hay una gran cicatriz horizontal cosida en la frente, y los ahora famosos "tornillos" en el cuello son en realidad electrodos: portadores de la electricidad utilizada para revivir el cadáver ensamblado. La cantidad de aportes que tuvo el director James Whale en el concepto inicial sigue siendo controvertida. Aunque Lugosi finalmente no apareció en la película más famosa de Pierce, trabajarían juntos en White Zombie, donde Lugosi colaboró con Pierce en el aspecto de su personaje diabólico en la película.

## Pierce y Karloff
Pierce tenía fama de ser malhumorado, o al menos extremadamente severo, pero su relación con Karloff fue buena. El actor soportó las cuatro horas diarias de maquillaje donde Pierce modificaba su cabeza y rostro con algodón, colodión y masilla, rematando con pintura verde, que se veía como una tonalidad pálida en una película en blanco y negro, en rostro y manos. El diseño fue universalmente aclamado y se convirtió en el aspecto icónico más popularmente aceptado de la creación de Mary Shelley.
Al año siguiente, La Momia combinaba la trama de Dracula con el maquillaje efectivo de Frankenstein, mostrando a Karloff como un antiguo príncipe egipcio revivido de rostro arrugado. Una vez más, la colaboración de Karloff y Pierce fue aclamada e impresionó al público.
El 20 de noviembre de 1957, Ralph Edwards reunió a Jack Pierce con un sonriente Boris Karloff, el invitado de esa noche, en el programa televisivo sobre biografías de celebridades This is Your Life. Jack reveló esa noche algunos recuerdos de su trabajo y Karloff lo llamó "el mejor maquillador del negocio".

## Maquillador en Universal Pictures
Como jefe del departamento de Maquillaje de Universal, Pierce fue el diseñador y creador de las figuras icónicas del terror Drácula, Frankenstein y El Hombre Lobo y sus diversas secuelas. Los maquillajes de Pierce eran pesados y se tardaba horas en aplicarlos. Pierce siempre se mostró reacio al látex, prefiriendo la técnica también seguida por Lon Chaney de esculpir los rasgos a base de algodón, colodión y masilla, retocado con maquillaje. Pierce fue finalmente obligado a empezar a hacer uso del látex, como se ve en las prótesis de látex en la nariz y frente del hombre lobo en El hombre Lobo (1941).

## Pierce y Lon Chaney Jr.
Ambos trabajaron juntos en cuatro películas del hombre lobo y tres de la momia. Chaney afirmó que Pierce para el hombre lobo agravó el largo e incómodo proceso de aplicación con nuevos añadidos como pegar pelo de yak en su rostro y chamuscarlo con una plancha caliente, afirmando que durante el proceso le quemó a propósito. Según los informes, Chaney también tuvo una reacción alérgica al látex empleado en su recreación para Ghosts of Frankenstein. En las películas de la momia, Chaney sufrió con las laboriosas vendas en que Pierce lo envolvió aunque el maquillaje era "simplemente" una máscara de látex con algunos retoques de maquillaje. En una entrevista un año antes de su muerte, se le preguntó a Pierce si fue difícil trabajar con Chaney y él contestó afirmativamente. En cuanto a Chaney, a pesar de los rumores de mala relación, años más tarde llamó a Pierce genio del maquillaje, solo superado por su propio padre, Lon Chaney.

### Carrera post-Universal
En 1946, Jack Pierce fue despedido sin ceremonias de Universal, después de veinte años de servicio. Una teoría era que fue por su reticencia al uso del látex, que abarataba los costes y era mucho más fácil de aplicar. Aunque, como se ve, él no era ajeno a su uso y la mayor parte del trabajo de su departamento de maquillaje consistía en supervisar y aplicar el maquillaje glamuroso de las actrices y el maquillaje estándar de los actores y secundarios. Más probablemente, la nueva gerencia del estudio, ahora llamado Universal International, quería actualizar la imagen de la compañía con nuevas caras prestigiosas. Los hermanos Westmore, cuyo nombre era tan conocido en la industria cinematográfica como el de Max Factor, apoyaron la contratación por el estudio de su hermano menor, Bud para dirigir el departamento de maquillaje y efectos especiales. Aunque la experiencia profesional de Bud Westmore se limitaba a varias películas menores para PRC, era fotogénico, encantador y joven, todo lo contrario que Jack Pierce. Pierce fue despedido de inmediato y Bud fue el jefe del departamento los siguientes veinte años.
Ocasionalmente, Jack Pierce conseguiría luego trabajo en una gran producción como Juana de Arco (1948) o la versión de Danny Kaye de La vida secreta de Walter Mitty, para la cual compuso a Karloff como el Monstruo de Frankenstein para una secuencia de ensueño, cortada finalmente de la película. Principalmente, el empleo post-Universal de Pierce fue en westerns independientes de bajo presupuesto y películas de terror de serie B. Las creaciones notables de Pierce durante este período incluyen al hirsuto idiota de Teenage Monster, interpretado por el doble de 40 años Gil Perkins, que había doblado a Bela Lugosi en el maquillaje de Pierce para Frankenstein Meets the Wolf Man; Beyond the Time Barrier, con un grupo de mutantes atómicos calvos y cicatrizados, y el protagonista Robert Clarke transformándose en un anciano marchito; Creation of the Humanoids, creando una raza de cyborgs calvos con ojos plateados mediante calvas de goma y lentes de contacto esclerales; y una repetición de su diseño de El hombre lobo para La bella y la bestia (1962), interpretado por Mark Damon.
Hizo muchos maquillajes históricos, de vejez y de personajes en series de antología de televisión como Screen Directors Playhouse, You Are There y Telephone Time. Un episodio de ese programa, un drama titulado The Golden Junkman, presentó a Lon Chaney Jr. como un traficante de chatarra armenio analfabeto pero amable que envejece desde los 30 hasta los 70 años en el transcurso del metraje, lo que Pierce manejó con aplomo.
Su socio de Universal, el director y productor Arthur Lubin, contrató a Pierce para lo que resultó ser su último empleo, cuatro años consecutivos en la serie de televisión Mister Ed, de 1961 a 1964.
Pierce murió en 1968 de uremia.

## Legado
El trabajo perdurable de Jack Pierce en Universal se convirtió en una gran influencia para muchos en el campo del entretenimiento, incluidos los maquilladores Rick Baker y Tom Savini. Jack Pierce fue un innovador en el mundo del entretenimiento en pantalla y el diseño de materiales. En 2003, Pierce fue galardonado con un premio a toda su trayectoria por parte del Hollywood Make-up Artist and Hair Stylist Guild.
En los últimos años, hay un fuerte deseo de darle a Pierce una estrella en Hollywood Boulevard por sus populares triunfos duraderos en las películas en las que trabajó. Sin duda, Pierce creó iconos del cine de terror que duraron generaciones. Sus contribuciones aún continúan atrayendo mucha atención por sus diseños memorables y totalmente originales.
En mayo de 2013, la escuela Cinema Makeup en Los Ángeles dedicó una galería conmemorativa en honor a Pierce.